# Eberhard Carl
Eberhard Carl (* 13. Mai 1965 in Gündringen) ist ein deutscher Fußballtrainer und ehemaliger Bundesligaspieler. Der 1,81 m große und 75 kg schwere Carl spielte auf der Position eines Angreifers.

## Karriere
Eberhard Carl spielte in seiner Jugend beim SV Gündringen, dem Sportverein seines Heimatortes. 1986 wechselte er in die Verbandsliga Württemberg zur SV Böblingen, wo er in 61 Spielen 37 Treffer erzielte. Nach einem Jahr beim 1. FC Pforzheim wechselte Carl 1989 in die Bundesliga zum Karlsruher SC. Dort spielte er bis 1997 und ging dann zu den Stuttgarter Kickers in die 2. Fußball-Bundesliga. In der Summe absolvierte Carl 235 Ligaspiele im deutschen Profifußball und erzielte dabei 33 Tore. Mit dem Ende seiner Profikarriere im Jahr 2000 kehrte er für ein Jahr zurück nach Pforzheim in die Fußball-Oberliga Baden-Württemberg. Dort erzielte er in 33 Spielen 13 Treffer, bevor er 2001 zum TSV Haiterbach wechselte, wo er 2002 Spielertrainer wurde. Die nächste Station als Trainer war die SV Böblingen in der Saison 2004/05.
Von 2005 bis 2007 war Carl Trainer des Landesligisten VfL Herrenberg.
In der Rückrunde 2009/10 trainierte er den 1. FC Calmbach, danach war er von 2010 bis 2013 Cheftrainer des TSV Phönix Lomersheim.
Seit 1. Juli 2013 ist Eberhard Carl Sportdirektor beim 1. CfR Pforzheim.
Carl hat sich heute aus dem aktiven Fußballgeschäft zurückgezogen und engagiert sich inzwischen beruflich und ehrenamtlich für Kinder, Jugendliche mit und ohne Migrationshintergrund.

## Erfolge
Carls größte Erfolge als Spieler waren die jeweils sechsten Plätze in der Bundesliga mit dem Karlsruher SC in den Spielzeiten 1992/93, 1993/94 und 1996/97, die Finalteilnahme im DFB-Pokal 1995/96 und der Halbfinaleinzug im UEFA-Pokal 1993/94; unter anderem stand er auch beim Wunder vom Wildpark über die volle Spielzeit auf dem Platz.